# Erő
A fizikában az erő olyan hatás, ami egy tömeggel rendelkező testet gyorsulásra vagy állapotváltoztatásra késztet. Az eredő erő a testre ható összes erő vektoriális összege.
Az erő vektormennyiség, amit az erő hatására történő impulzusváltozás gyorsaságával definiálunk, és így van iránya. Az erő SI-egysége a Newton. 1 N az az erő amely egy 1 kg tömegű testet 1 {\textstyle {\frac {m}{s^{2}}}} gyorsulással gyorsít.

## Példák
- Pórázon kutyát tartó személy érzi a póráz által a kezére kifejtett erőt, és az oka annak, hogy ez húzza előre az, hogy a kutya által kifejtett erőt a póráz közvetíti.
- Ha nyugodtan állunk, a gravitáció lefelé húz, de a padló felfelé nyom, az eredő erő nulla.

## Kvantitatív definíció
Newton volt az első, aki matematikailag úgy definiálta az erőt, mint az impulzus változásának gyorsaságát: F=dp/dt. Annak ellenére, hogy ez egyszerűen csak az erőnek egy pontos definíciója (és nem egy természeti törvény), történetileg úgy tekintjük, mint Newton mozgásegyenletét:
{\displaystyle \mathbf {F} ={d(m\mathbf {v} ) \over dt}={d\mathbf {p}  \over dt}}.
Az mv mennyiséget impulzusnak hívjuk. Így egy részecskére ható eredő erő a részecske impulzusa időbeli változásának gyorsasága. Tipikusan az m tömeg időben állandó, és Newton törvénye egyszerűbb formában írható:
{\displaystyle \mathbf {F} ={\frac {d\mathbf {p} }{dt}}={\frac {d(m\mathbf {v} )}{dt}}=m{\frac {d(\mathbf {v} )}{dt}}=m\mathbf {a} }
ahol {\displaystyle \mathbf {a} ={d\mathbf {v} }/{dt}} a gyorsulás. m nem mindig független t-től. Például egy rakéta tömege csökken, ahogy a hajtóanyag kilövell. Ilyen körülmények között a Newton-axióma teljes alakját kell használni. Az F=ma összefüggés szintén megszűnik igaznak lenni, ahogy a sebesség megközelíti a fénysebességet, összhangban a speciális relativitáselmélettel, bár az alapvető F=dp/dt összefüggés igaz marad, (az impulzus definíciója szorul korrekcióra).
Mivel az impulzus egy vektor, ezért a deriváltja, az erő is az, nagysággal és iránnyal rendelkezik. A vektorokat komponensenként adhatjuk össze, amit paralelogrammaszabálynak is hívunk. Ha két erő hat egy testre, akkor az eredő erő a két erő vektoriális összege. Ezt a szuperpozíció elvének is hívjuk. Az eredő nagysága az összetevők nagyságának összege és különbsége között változhat attól függően, hogy milyen szöget zárnak be egymással. Ha a két erő egyenlő nagyságú de ellentétes irányú, akkor az eredő nulla. Ezt a feltételt statikus egyensúlynak hívjuk, ilyenkor a test mozdulatlan marad, egyenletes sebességgel mozog.
Ahogy összeadhatók, úgy az erők fel is bonthatók összetevőkre. Például egy északnyugatra mutató vízszintes erő felbontható egy északra és egy nyugatra mutató erőre. Ezeket a komponenseket vektoriálisan összeadva újra az eredeti erővektort kapjuk meg. A mechanika legtöbb értelmezésében az erő csak implicit módon van definiálva, azon egyenletek útján, amikben szerepelnek. Néhány fizikus, matematikus és filozófus, mint Ernst Mach, Clifforf Truesdell és Walter Noll, ezt problematikusnak találta és kereste az erő explicitebb definícióját.

## Erő és potenciál
Az erő helyett használhatjuk a matematikailag ekvivalens helyzeti energia és potenciálja segítségével való leírást. Például egy testre ható gravitációs erő tekinthető úgy, mint a testnél jelenlévő gravitációs mező hatása a testre. Az energia definícióját – a munka definíciója útján – újrafogalmazva egy U(r) potenciálmezőt úgy határozhatjuk meg, mint aminek a gradiense egyenlő de ellentétes bármely pontban a ható erővel:
{\displaystyle {\textbf {F}}=-\nabla U}
Egy erőt konzervatív erőnek nevezünk, ha kifejezhető egy potenciál gradienseként (egy konzervatív erő állandó irányú, és nagyságú erőt jelent). Ilyenek például a gravitációs, az elektrosztatikus, vagy a mechanikai rugóerő. Nemkonzervatív erők például a súrlódási és légellenállási erők, de elég részletes leírás esetén ezekről is kiderül, hogy konzervatívak. A mágneses erő viszont nem konzervatív. A nemkonzervatív erőket disszipatív erőknek is nevezik.

## Erőtípusok
Sok erő létezik: Coulomb-erő (az elektromos töltések között), gravitációs erő (a tömegek között), mágneses erő, súrlódási erő, centrifugális erő, rugóerő, mechanikai feszültség, kémiai kötés és kényszererő, hogy csak néhányat említsünk.
Csak négy alapvető erőt ismerünk: az erős nukleáris erőt, a gyenge nukleáris erőt, az elektromágneses erőt és a gravitációs erőt. Az összes többi erő erre a négy alapvető erőre vezethető vissza.
A modern kvantummechanikai nézet szerint az első három erő (a gravitációt kivéve) esetén az anyagi részecskék (fermionok) nem hatnak közvetlenül kölcsön, hanem virtuális részecskéket (bozonokat, mint például a foton az elektromos töltések kölcsönhatásakor) cserélnek egymással. Az általános relativitáselmélet szerint a gravitáció a téridő görbületének eredménye.

## Mértékegységek
Az erő SI-egysége a newton (jele N), ami kg·m/s²-tel ekvivalens. Egy másik, régebben használt egység a kilogrammsúly vagy kilopond, ami 1 kg tömegű test súlya 9,80665 kg·m/s² földi nehézségi gyorsulás esetén. A köznyelvben „súlyként” ma is a kilogrammot (azaz tömegegységet) használják súlyegységként.

### Erőmérő eszközök
- rugós mérleg
- karos mérleg
- digitális mérleg
- rugós erőmérő

## Történet
Az erőt először Arkhimédész írta le az ókorban, a felhajtóerő felfedezésekor.
Galileo Galilei lejtőn legurított labdákkal bizonyította be (1602-1607), hogy Arisztotelész mozgáselmélete nem helyes. Az erő első matematikai definícióját Isaac Newton adta meg mozgásegyenletével.
Henry Cavendish 1798-as torziósrúd-kísérlete mérte meg először a gravitációs állandó értékét.